# Stenosomides
Stenosomides là một chi bướm đêm thuộc họ Noctuidae, hiện tại nó được coi là một phân chi của Dichagyris.

## Selected former Species
- Stenosomides mansoura (Chrétien, 1911)
- Stenosomides spissilinea (Staudinger, 1896)
- Stenosomides sureyae (Draudt, 1938)